# Centro Cultural Domingo Faustino Sarmiento
El Palacio Libertad, Centro Cultural Domingo Faustino Sarmiento es un centro cultural ubicado en el barrio San Nicolás, de la Comuna 1, en la Ciudad de Buenos Aires, Argentina. Es el más importante en tamaño de América Latina y el tercero a nivel mundial, junto al Centro Pompidou en París, el Foro Internacional de Tokio y el Lincoln Center en Nueva York. Se encuentra en el edificio que anteriormente fue sede del Palacio de Correos y Telecomunicaciones. Hasta su reinauguración, fue la mayor inversión en un proyecto cultural en la historia de Argentina.
Fue inaugurado el 24 de mayo de 2010 como Centro Cultural del Bicentenario y rebautizado el 21 de noviembre de 2012 como Centro Cultural Kirchner (o CCK), denominación que llevó hasta el 10 de octubre de 2024, cuando el gobierno nacional, mediante el DNU 897/2024, cambió el nombre del edificio al actual «Palacio Libertad Domingo Faustino Sarmiento».

## Historia
El edificio fue construido por encargo de Ramón José Cárcano, director nacional de Correos en 1890, según un proyecto del francés Norbert Maillart (Colegio Nacional de Buenos Aires, 1910–1938; Palacio de Tribunales, 1905–1942). Maillart, formado en la École des Beaux-Arts, tomó como modelo el Correo de Nueva York. Demoró más de la cuenta por la mala calidad de los terrenos ganados al río pero, una vez terminado, resultó uno de los edificios más valorados de Buenos Aires. Así fue reconocido incluso por el Foreign Office, cuando en noviembre de 1995 la Corona envió un comité para elegir un lugar donde la princesa Diana de Gales ofrecería un homenaje a sus amigos argentinos e ingleses. En ese lugar la Princesa participó de una cena a beneficio de ALPI con la actuación de la Orquesta Sinfónica de Ciegos. Poco después de eso, el edificio fue desafectado de la Empresa Nacional de Correos y Telégrafos.
Cuatro años antes de las conmemoraciones del bicentenario de la Revolución de Mayo, en 2006, el gobierno nacional presidido en ese momento por Néstor Kirchner, resolvió instalar en el edificio histórico del Correo Central el «Centro Cultural del Bicentenario». Para ello convocó a un concurso internacional de anteproyectos para decidir el nuevo uso del edificio. En el concurso se presentaron más de 340 estudios de arquitectura de más de 20 países. El primer premio se otorgó en noviembre de ese año, por decisión unánime del jurado, a los estudios de arquitectura Bares y Asociados (B4FS), de La Plata, y Becker-Ferrari, de Buenos Aires.
El jurado consideró acertada la sintética propuesta de ordenar el espacio público, complementando en forma ortogonal el eje este-oeste Plaza de Mayo-Congreso con el Parque Lineal del Bicentenario en sentido norte-sur. El proyecto proponía una solución integrada para el borde del área central, de sencilla comprensión y visión totalizadora, con una línea de espacios cívicos, peatonales y naturales «que propenden a revertir la condición de fragmentación y deterioro del área» y que buscaban generar un paseo público aglutinante y libre a la vez.
La idea para el área consistió en la creación del Parque del Bicentenario como pulmón para el microcentro y, al mismo tiempo, un lugar de encuentro y sociabilidad ciudadana, donde pudieran conocerse las novedades culturales, artísticas y recreativas. Las obras comenzaron en los primeros meses de 2010 y estuvieron a cargo de la empresa constructora argentina Esuco. Se avanzó en la restauración de fachadas, la transformación de la cúpula en un mirador vidriado y la adaptación de la llamada «parte noble» en salas de exposiciones. En el marco de los festejos del Bicentenario de la Revolución de Mayo, la presidenta Cristina Fernández de Kirchner inauguró este primer sector del centro cultural el 24 de mayo de 2010. Se realizó una exposición temática sobre personajes históricos de la gesta emancipadora, retratados por el artista plástico Ariel Mlynarzewicz. El 31 de mayo, el centro cultural fue cerrado para continuar los trabajos internos.
Durante 2012, las obras de construcción continuaron en la otra mitad del edificio, que incluía auditorios y salas de conciertos. El 21 de noviembre de 2012, el Congreso Nacional promulgó la ley N.º 26 794, donde se rebautizó el lugar como «Centro Cultural Presidente Dr. Néstor Carlos Kirchner». La remodelación demandó un presupuesto de 3811 millones de pesos (700 millones de dólares a la fecha de la inauguración).

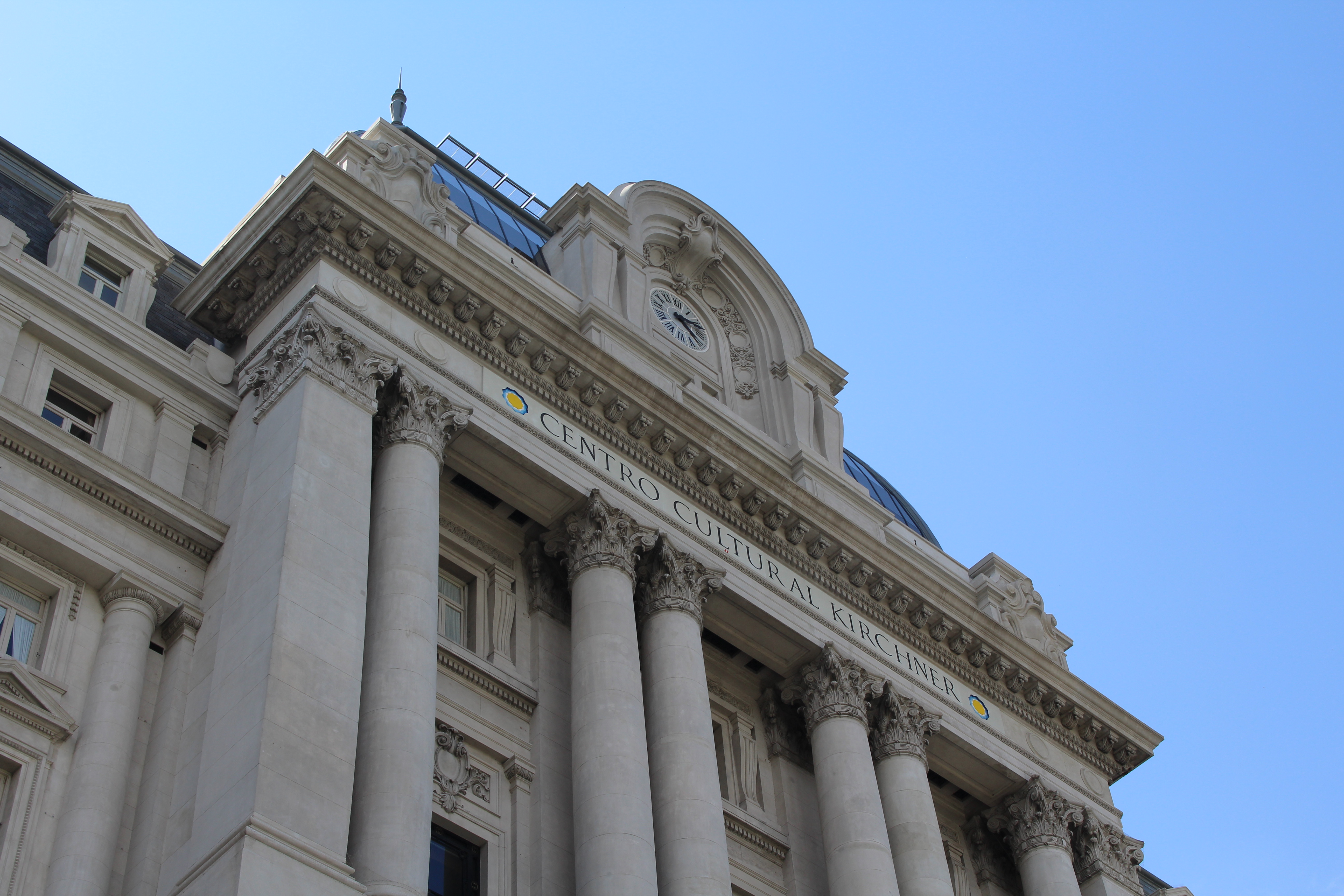
Fachada del Centro Cultural Domingo Faustino Sarmiento.

El centro cuenta con más de 100 mil metros cuadrados, más de diez salas de múltiples usos y una capacidad de hasta 5000 visitantes. Su inauguración definitiva se realizó el 21 de mayo de 2015, en el marco de las celebraciones por la Revolución de Mayo. Del jueves al domingo de la primera semana de apertura, el CCK fue visitado por 28 828 personas.
El día de su inauguración se descubrió una placa en honor al expresidente Néstor Kirchner, que dice: «Es un edificio con valor histórico y patrimonial, colmado de un alto contenido simbólico para la comunidad en general y para Néstor Kirchner en particular, ya que era hijo de un trabajador postal, quien en sus viajes desde Río Gallegos a Buenos Aires solía visitar el edificio y recorrer sus instalaciones».
En 2016, tras la asunción del gobierno de Mauricio Macri, el ministro Hernán Lombardi desafectó al 85 % de la planta de trabajadores y advirtió que los restantes tendrían contratos de entre uno y tres meses, lo que algunos medios denunciaron como un vaciamiento del Centro Cultural Kirchner. Estas medidas provocaron movilizaciones y un abrazo simbólico bajo las consignas «contra el desmantelamiento del centro cultural» y «en contra del pensamiento único». Por decisión del gobierno nacional, en enero se les prohibió el ingreso al establecimiento a unos 450 empleados, y se decretó que el centro permanecería cerrado por tiempo indefinido. Aun así, el miércoles 4 de mayo de 2016, se realizó un concierto de «pre-apertura» del CCK.A partir de entonces, y durante todo el año 2016, el centro cultural tuvo una intensísima actividad, siendo sede de los homenajes a Jorge Luis Borges por los 30 años de su fallecimiento. En esa ocasión se montó la muestra "Borges: Ficciones de un tiempo infinito", que ocupó 12 de las 59 salas del centro cultural.
También ese año se organizaron eventos como la Noche de la Filosofía y festivales de poesía y de animación, además de homenajes a la revista Expreso Imaginario, a Charly García y a Leda Valladares, y un ciclo de música brasileña con artistas como Egberto Gismonti, Moreno Veloso, Arnaldo Antunes y Jaques Morelenbaum. El 2 de diciembre de 2016 tuvo lugar uno de sus eventos de mayor jerarquía con la primera visita a la Argentina de Brian Eno, quien presentó sus instalaciones 77 Million Paintings y The Ship, con entrada gratuita.
En el año 2017, se destacaron las actuaciones de  artistas como Totó La Momposina, Luzmila Carpio, Susana Baca, Moreno Veloso, João Bosco, Egberto Gismonti, Reggie Watts, Phil Manzanera,  Ute Lemper y otros. También hubo más de 100 conciertos de jazz (incluyendo nombres destacados como Bill Frisell, Ron Carter y Ravi Coltrane), el ciclo Renacimiento Pop (curado por Tweety González y que contó con la presencia de Rosario Bléfari junto a nombres emergentes de la escena pop argentina) y un recital de Litto Nebbia como festejo de los 50 años de "La balsa". Hubo homenajes especiales para celebrar los 100 años del tango canción, y para homenajear a artistas como Gustavo "Cuchi" Leguizamón, Violeta Parra, Atahualpa Yupanqui (a 25 años de su muerte) y Claudio Monteverdi (a 450 años de su nacimiento) y se llevó a cabo el Segundo Encuentro de Música Antigua, así como el rescate de la sinfonía La batalla de Ayacucho (1832) de Mariano Pablo Rosquellas. Entre las artes visuales, ese año se destacó la muestra Les Visitants curada por Guillermo Kuitca con prestigiosos artistas de la Fondation Cartier como David Lynch, AgnèsVarda, Patti Smith, Wolfgang Tillmans y Nobuyoshi Araki. Del 22 al 24 de septiembre fue anfitrión del festival Mutek de música electrónica y artes visuales.
En 2020, debido a la pandemia de COVID-19, el centro cultural prácticamente no tuvo actividad, permaneciendo cerrado hasta el 14 de noviembre de 2020, fecha en la que se reabrió con un concierto del organista Matías Sagreras, el dúo integrado por Nadi Larcher y Andrés Beeuwsaert, y el pianista Horacio Lavandera. El 15 de julio de 2022, Correo Argentino inauguró dos espacios en el interior del Centro Cultural Kirchner dedicados a la difusión de la filatelia: Espacio Cultural, que presenta una muestra permanente de sellos postales históricos del país, y Tienda Filatelia, que ofrece a la venta diversos productos del correo nacional y cuenta con una instalación artística de 300 estampillas que decoran el espacio.
En mayo de 2024, el vocero presidencial Manuel Adorni anunció que el Centro Cultural Kirchner cambiaría su nombre a Palacio Libertad.La designación oficial fue realizada por el DNU 897/2024 el 10 de octubre de ese año, mediante la modificación de la Ley N°26.794.

## Características

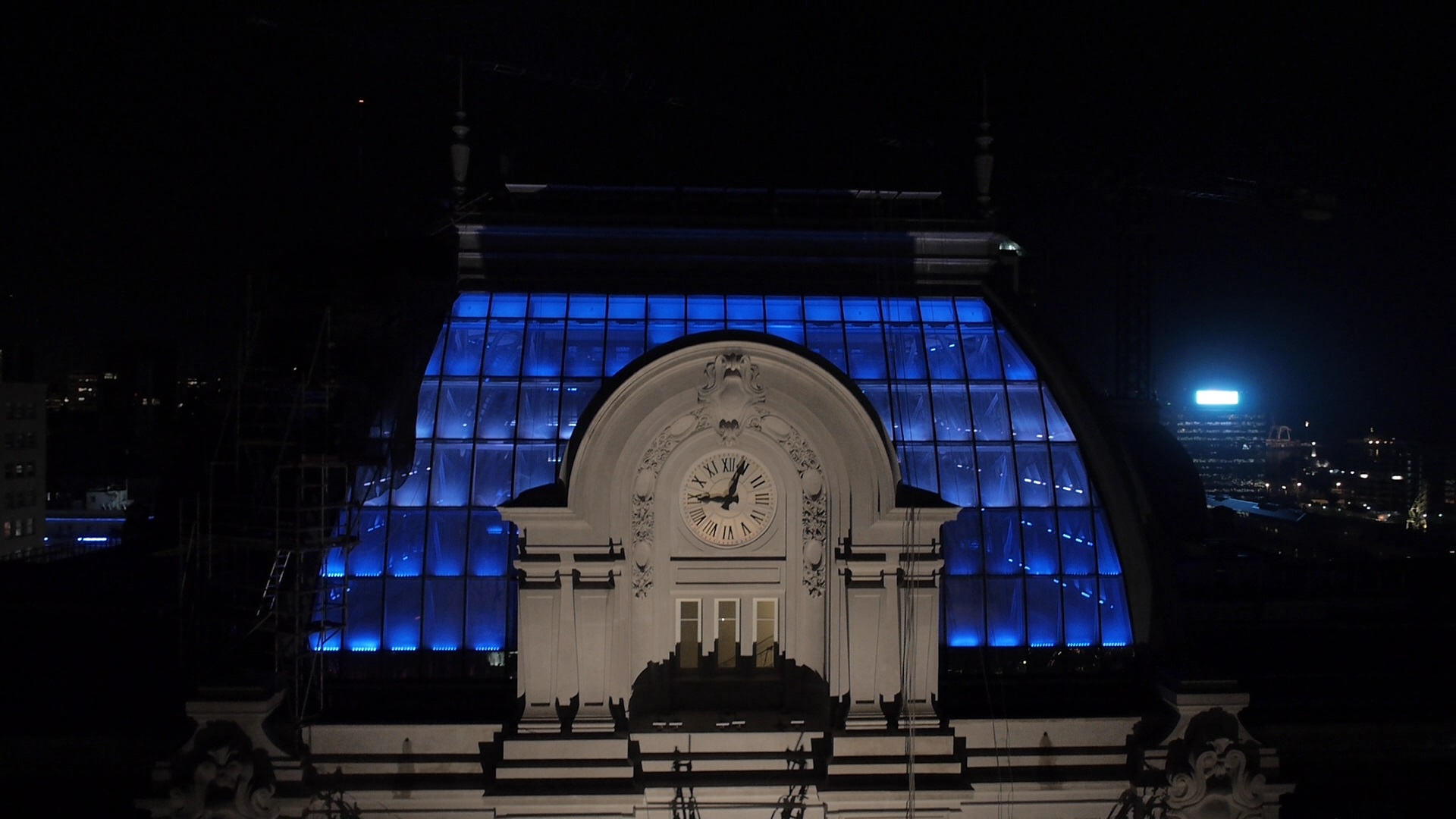
Detalle de la reformada cúpula.

El proyecto proponía la restauración, reciclaje y puesta en valor de un edificio histórico, por un lado; y la incorporación de nuevos elementos arquitectónicos, por otro. Así, la intervención sobre el edificio se dividió en dos partes: el Área Histórica o Ceremonial, sobre la calle Sarmiento, que recibió los procesos de restauración al igual que la fachada; y el Área Industrial, sobre Avenida Corrientes, que es objeto de múltiples transformaciones en su interior con el propósito de albergar amplias salas de música y exposiciones dotadas de la más alta tecnología. En su hall de entrada sobre la calle Sarmiento cuelga una obra móvil de Julio Le Parc compuesta por pequeñas placas rectangulares de color azul.
La propuesta entiende al nuevo centro cultural como una pieza clave en la conformación del nuevo Parque del Bicentenario. El viejo Correo se convierte así en un espacio activo, permeable y vibrante transformando su condición de edificio-objeto en edificio-ciudad. Un sistema de espacios públicos, las ¨plazas temáticas¨ vinculan los programas culturales contemporáneos con las áreas más significativas del edificio histórico.
En el Área Histórica las intervenciones sobre este sector potencian el valor histórico y patrimonial del edificio sin desvirtuar su naturaleza, con el objetivo de lograr un óptimo aprovechamiento de los espacios, permitiendo a su vez, apreciar la arquitectura y el mobiliario de época. En esta área se destacan los salones: de Los Escudos, el de Honor, el de los Buzones y el Eva Perón. Este último, en la década del 40 sirvió como despacho de la esposa del entonces Presidente Juan Domingo Perón. También, las obras de las fachadas, respetan el estilo arquitectónico delineado por Norbert Maillart. 
El Área Industrial se resignifica con la incorporación de nuevos elementos arquitectónicos, lo que genera un contraste con el área Histórica combinando la elegancia neoclásica del edificio con un sector de modernidad. Incluye una jaula tectónica de columnas metálicas que delinean una nueva fachada interior que permite conservar la estructura envolvente original, y a su vez, soportar la inserción de múltiples espacios donde se desarrollan las actividades culturales de mayor convocatoria. Los tres elementos más importantes de este sector son: El Chandelier, una Gran Sala de Conciertos y una sala de música de cámara para 600 espectadores en el primer subsuelo. Además, contará con diversas salas para exposiciones artísticas y auditorios de menor capacidad. El Chandelier, aparecerá como una estructura vidriada colgando desde el techo, semejante a los grandes candelabros suspendidos en halls y salas teatrales y es además un museo de arte contemporáneo que permite a nuevos artistas exhibir sus obras. 

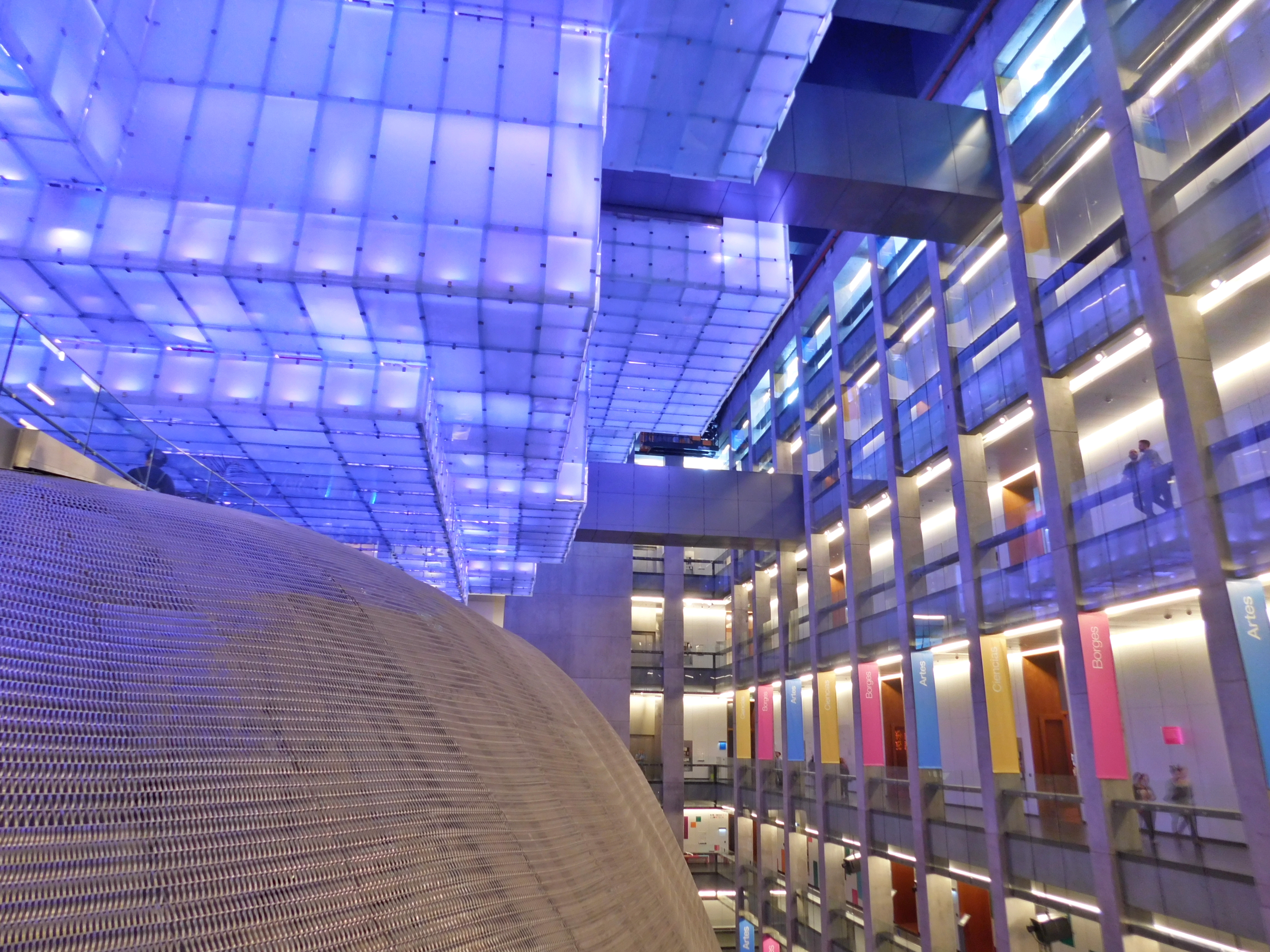
Vista de la sala sinfónica conocida como Ballena Azul y de los techos.

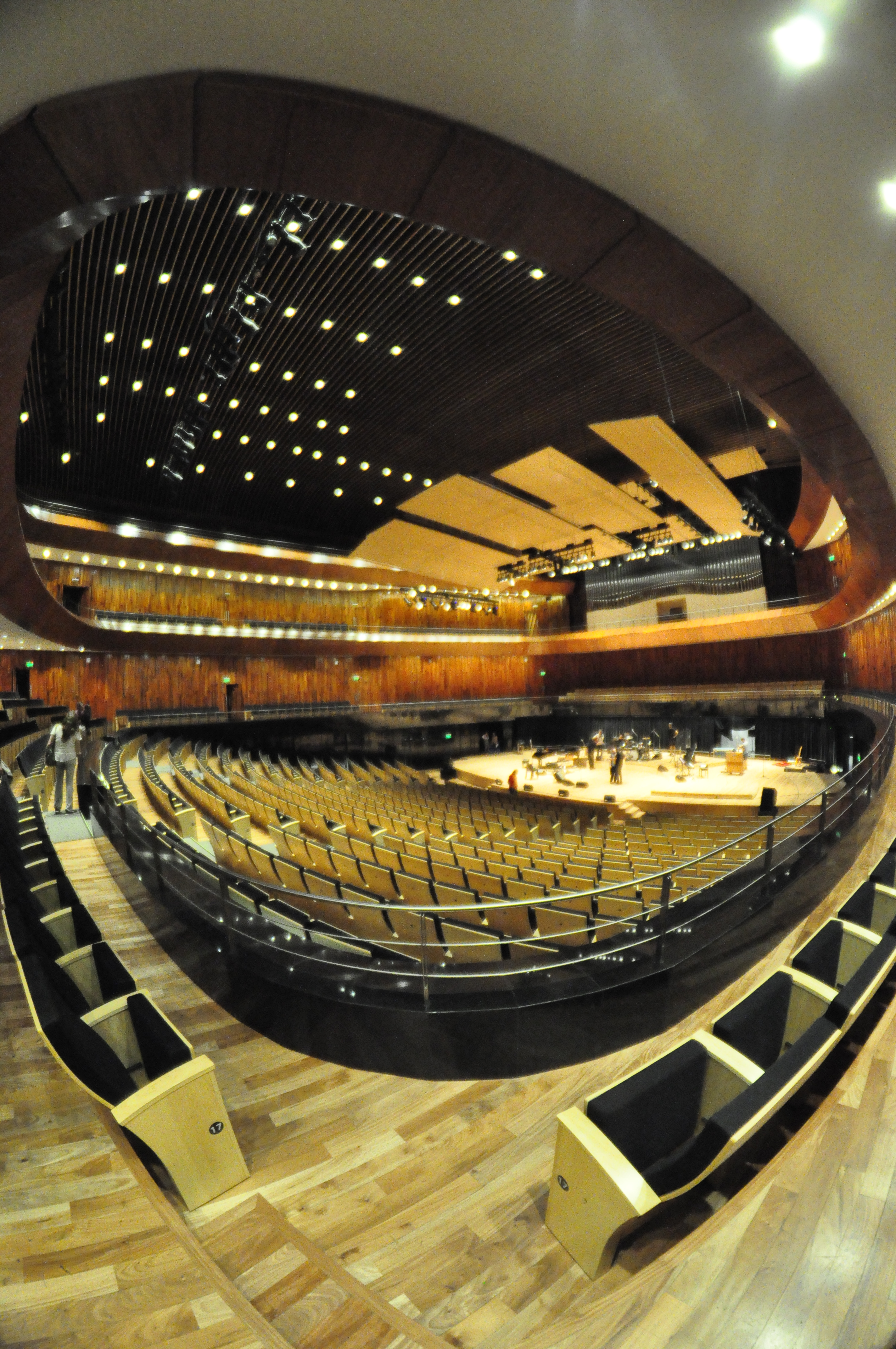
Vista interior de la sala conocida como Ballena Azul.

La Gran Sala de Conciertos ocupa un lugar central en este espacio. Se la puede apreciar exteriormente como un gran volumen que ocupa el interior del edificio. Se trata de una sala sinfónica con capacidad para 1950 espectadores, nueva sede de la Orquesta Sinfónica Nacional de Argentina. Su gran tamaño, las columnas que la sostienen, la jaula de Faraday que la reviste y su forma ovalada y curva, recuerdan a una ballena, de allí que se la conozca informalmente como «La Ballena Azul». Esta sala tiene un nivel acústico de excelencia y cuenta con un órgano de tubos, de 4 manuales y pedalera, 3500 tubos y 46 registros con 51 voces y 30 toneladas métricas de peso, diseñado especialmente en Alemania por la firma Klais Orgelbau e instalado en el país bajo la dirección de Philip Klais. El 22 de mayo de 2015 fue inaugurada con la asistencia de la presidenta Cristina F. de Kirchner, y el 24 de mayo de 2015 y con la presencia de importantes autoridades nacionales e invitados especiales la Orquesta Sinfónica Nacional hizo su concierto inaugural allí.
Las bases del concurso establecían que la sala de conciertos debía presentar las siguientes características: capacidad para alojar 2000 a 2200 espectadores y un escenario para 120 ejecutantes y un coro de 150 coreutas. El tiempo de reverberación debía ser de 1,9 segundos con un apartamiento de más o menos 0,1 segundos. También se especificaba que el nivel de ruido debía ser correspondiente a un NC- 15/20.
El proyecto ganador plantea una variedad de soluciones formales. La sala principal tiene una planta rectangular con un volumen de 20300 metros cúbicos y contiene cómodamente a 2006 espectadores. La distancia entre palcos- bandejas laterales es de 25,1 m, lo cual asegura flexiones laterales con adecuados retardos.
El cielorraso está conformado por un casetonado de madera que sobre la zona cercana al escenario tendrá una altura conveniente para redirigir las ondas sonoras hacia la sala.
Las paredes laterales, también de madera, dispondrán entre bandejas, por encima y por debajo de ellas, de una textura conveniente para producir difusión.
Este tipo de planta rectangular es apreciada por sus antecedentes, tales como los obtenidos en prestigiosas salas como Viena, Boston, o Ámsterdam, y más recientemente, la de Lucerna.
En la oportunidad se ejecutó el Concierto N° 5 para piano y orquesta de Ludwig van Beethoven, con el pianista Horacio Lavandera como solista, Fuga y Misterio de Astor Piazzolla, Pachamama de Esteban Benzecry, la Suite de Danzas del ballet "Estancia" de Alberto Ginastera y el Himno Nacional Argentino interpretado por la cantante Elena Roger junto al Coro Polifónico Nacional y el Coro Nacional de Jóvenes. Todas las obras bajo la batuta de Pedro Ignacio Calderón.
En el primer subsuelo, junto a las 5 mil casillas del antiguo correo que fueron restauradas y colocadas allí, funciona un museo que rememora el pasado del edificio. Asimismo, la revalorización de la cúpula principal del edificio tiene el objeto de convertir un espacio residual en uno de los puntos más significativos del Centro Cultural Kirchner. En este sector se conservó la estructura metálica y su ornamentación, pero se reemplazaron las pizarras por una superficie de doble vidrio facetado que cuenta con un sistema de luces de led de alta tecnología; permite combinar diversos colores y componer formas y banderas de diferentes países. El avance de las obras en esta parte se pueden observar desde el exterior, durante fechas especiales en que la cúpula se ilumina para sumarse a alguna celebración patria, o bien dar la bienvenida a un mandatario de otro país mediante la confección de su bandera. 
En este mismo nivel, una terraza mirador es el primer punto panorámico público de la ciudad, junto a un sector gastronómico y otros servicios complementarios que se desarrollan en ese piso.

### La cúpula vidriada

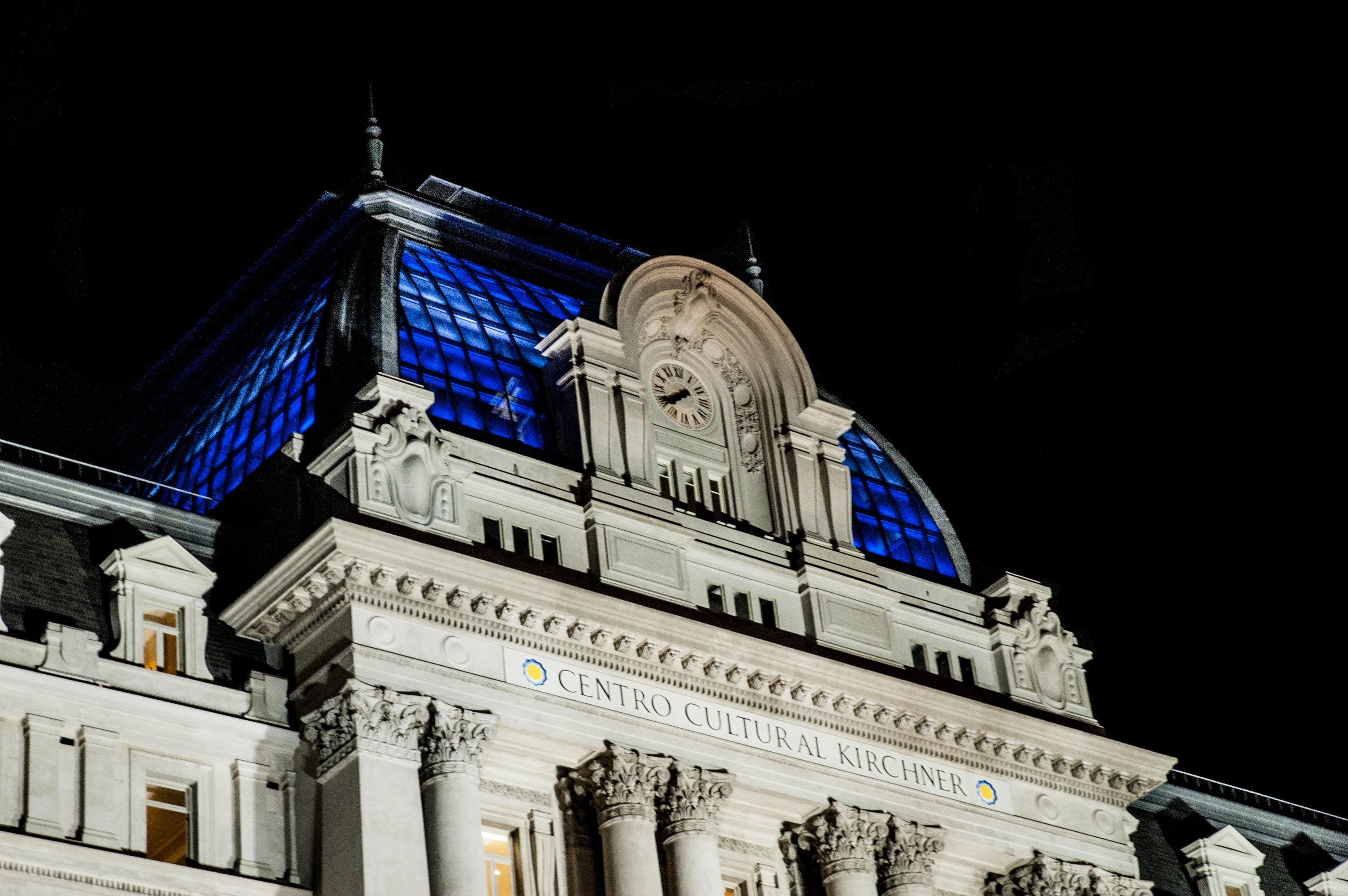
Centro Cultural Kirchner - Cúpula Iluminada

Las obras para recuperar la cúpula se hicieron en tiempo récord: 4 meses y medio. Originalmente el proyecto incluía toda una terraza mirador donde la cúpula era la protagonista revestida con vidrio y protegida con un sistema de parasoles móviles. Posteriormente hubo algunas objeciones debido a su valor patrimonial y la Dirección Nacional de Arquitectura entendió entonces que la restauración debía devolverle su aspecto original.
El revestimiento de aluminio y vidrio se colocó sobre la misma estructura de hierro de la antigua cúpula. Se colocaron cristales con protección solar de capa blanda, de color gris oscuro. Con la luz del día, la elección del tono permite que las cuatro caras vidriadas se asemejen a la cubierta de pizarra que había antes y, de ese modo, propone una solución disputa sobre el conjunto por su valor patrimonial.
La cúpula fue armada con el sistema Geode MX como si fuera un techo inclinado, de trama vertical, con tapas verticales y junta de silicona con presores puntuales en los travesaños que evitan la deformación de los vidrios por acción del viento. La recuperación y evacuación de aguas de eventuales filtraciones se realiza a través de los canales que forman las ranuras de la estructura interna. La estanqueidad se completa con juntas EPDM y, en el lado externo, por una lámina de butilo sobre los montantes y travesaños.
Para realizar el montaje, a unos 60 metros de altura, se utilizaron los andamios que ya estaban armados para los trabajos de restauración de la fachada principal. Cada cara vidriada tiene 18 metros de altura y reproduce exactamente la forma original de la cúpula, incluidas las terminaciones en las aristas verticales y el perímetro superior. Por su parte, el techo a cuatro aguas del gran esqueleto se restauró a su versión original.
Los mil metros cuadrados de vidrio cámara, de 32 mm en total, se fabricaron en Brasil durante el mes de enero. Llegaron a la obra con el tiempo justo, por lo que no se realizaron tareas de prearmado en el taller, como usualmente se hace. En este caso, las placas se montaron directamente sobre la estructura de aluminio para poder cumplir por el plazo de la entrega.

## Galería

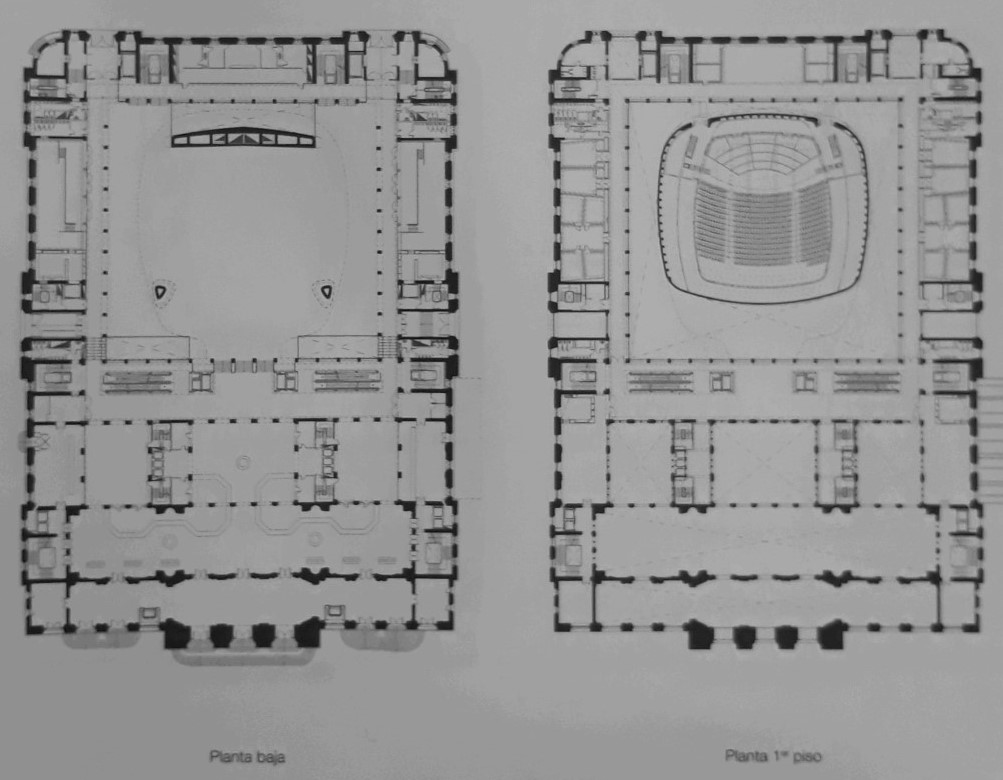
Planta baja y primer piso
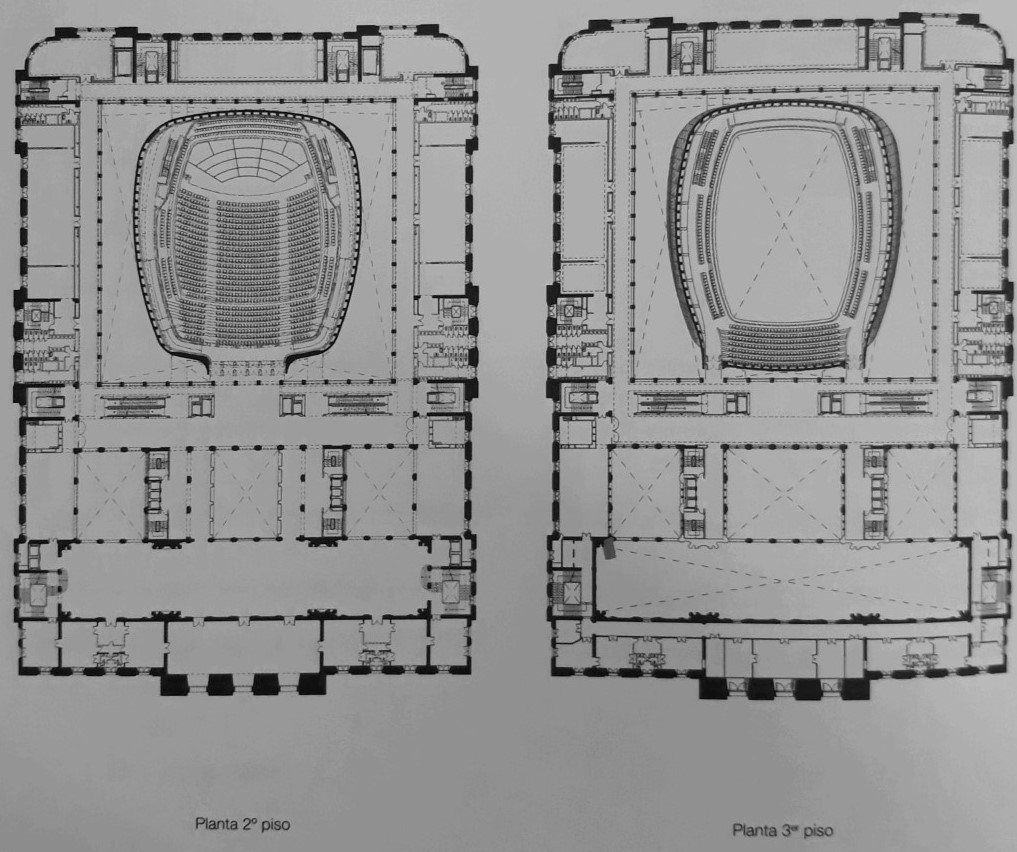
Segundo y tercer piso
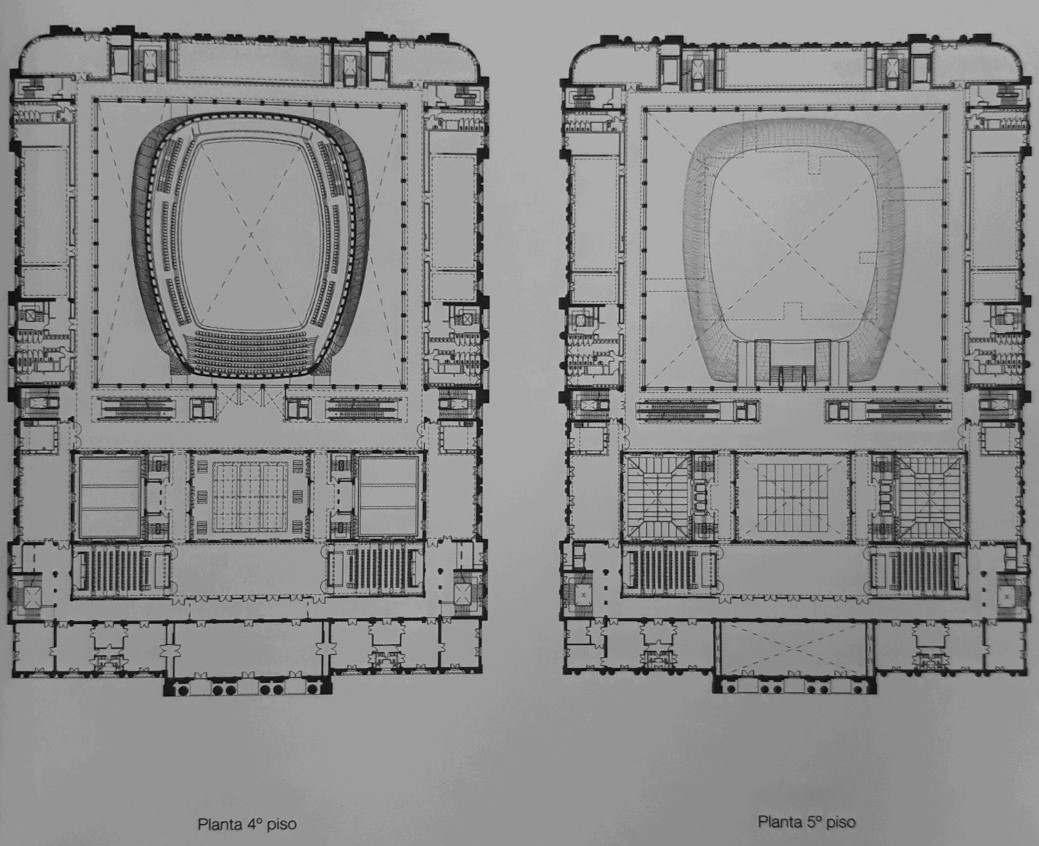
Cuarto y quinto piso
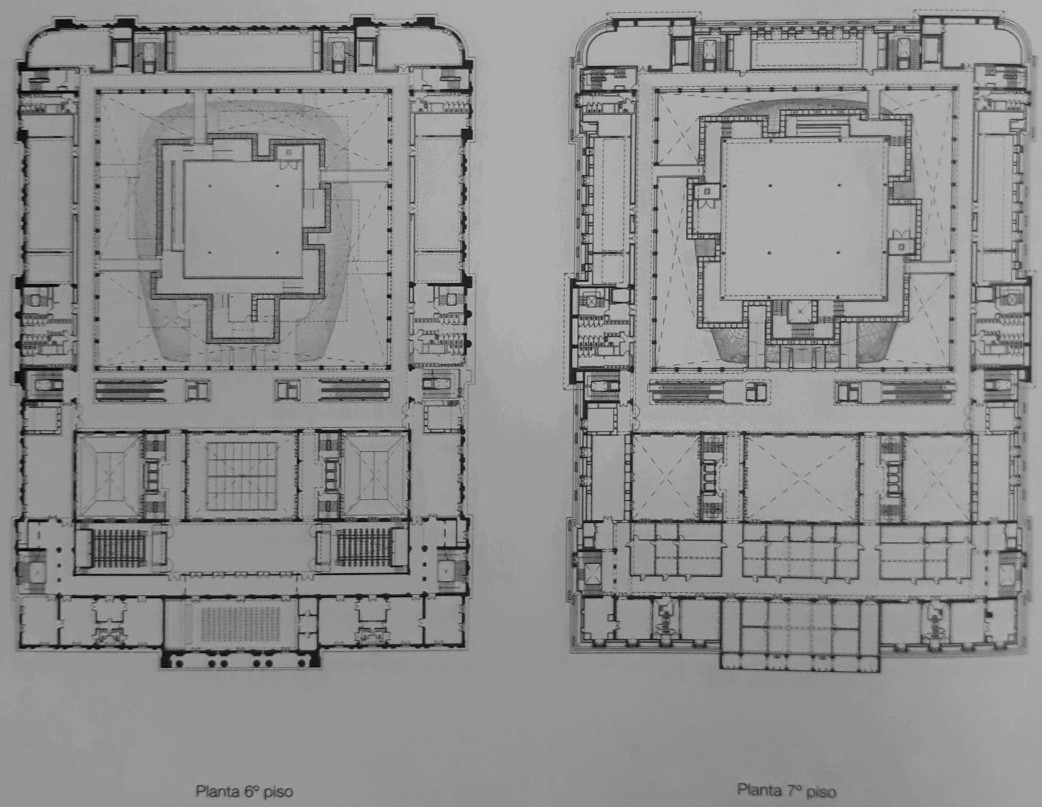
Sexto y séptimo piso
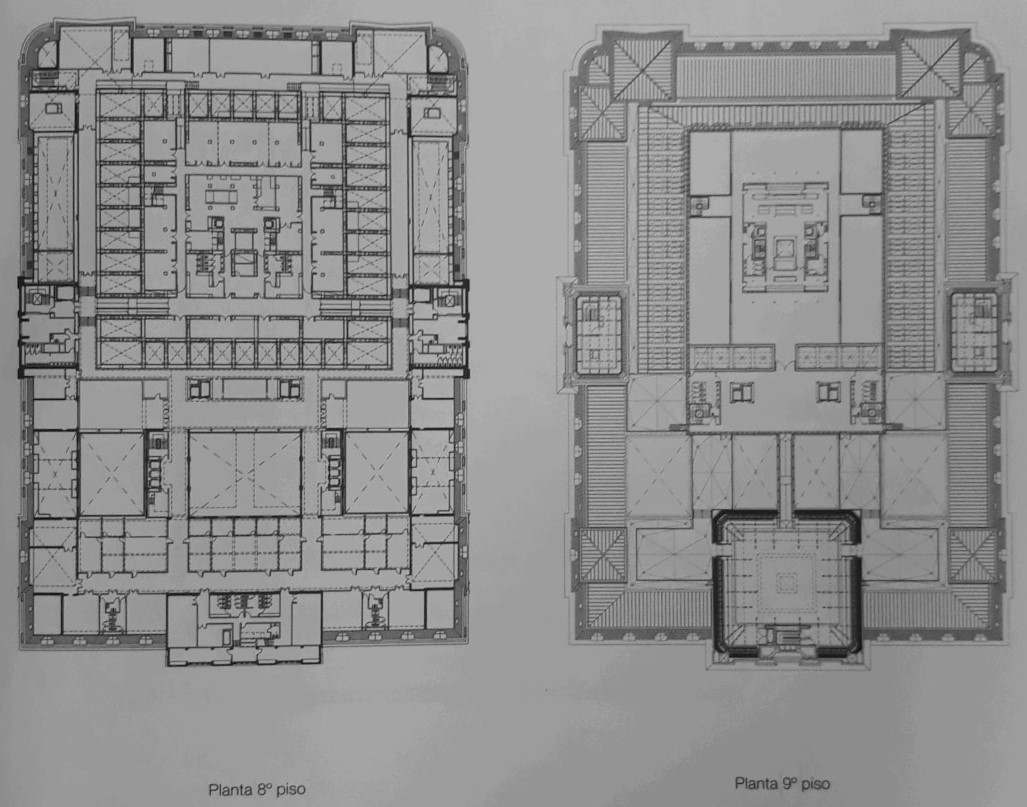
Octavo y noveno piso
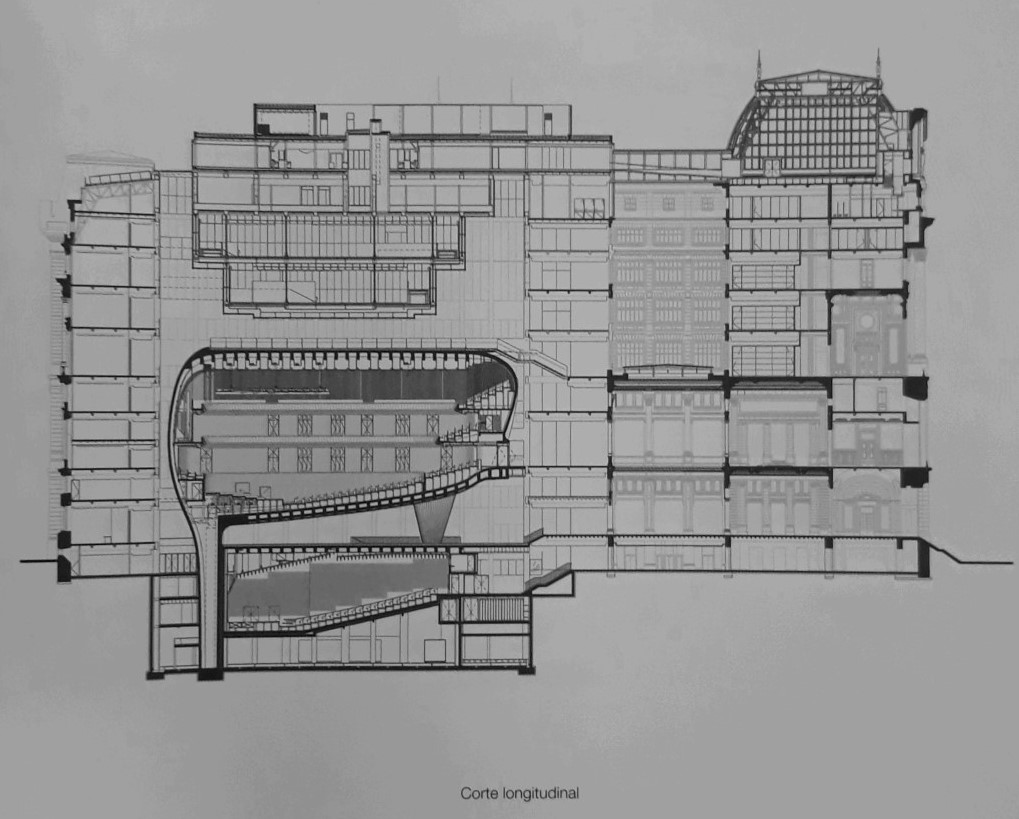
Corte longitudinal
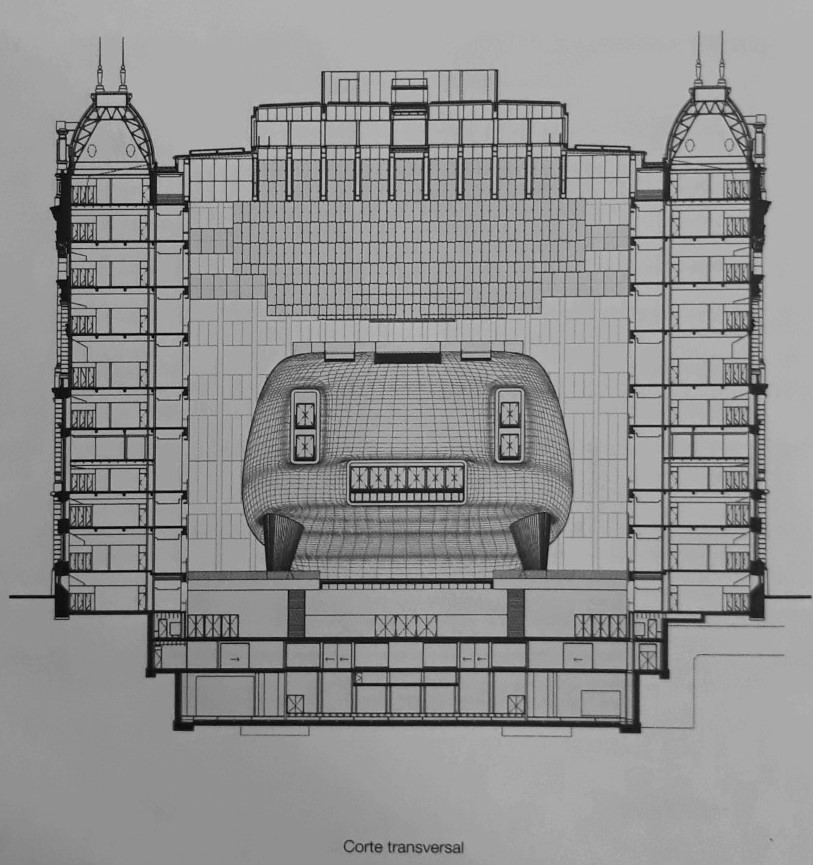
Corte transversal
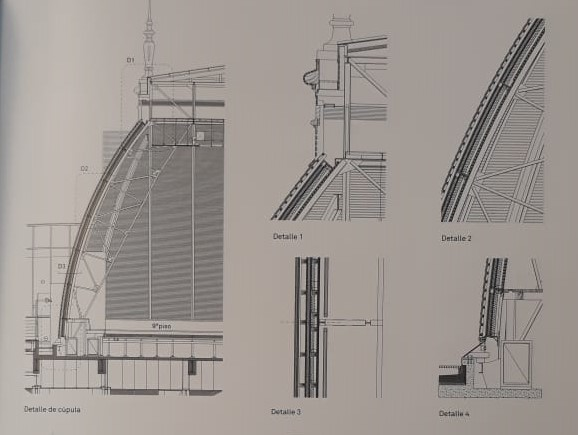
Detalle cúpula - Revista PLOT 29